# سیارک ۱۰۲۵۷
سیارک ۱۰۲۵۷ (به انگلیسی: 10257 Garecynthia، نامگذاری:4333T-3) ده هزار و دویست و پنجاه و هفتمین سیارک کشف شده‌است که در ۱۶ اکتبر ۱۹۷۷ کشف شد.
قدر مطلق سیارک برابر ۴۲٫۶ است.